# Flughafen Nîmes-Alès-Camargue-Cévennes

i7
i11
i13
Der Flughafen Nîmes-Alès-Camargue-Cévennes, auch Flughafen Nîmes-Garons, (IATA-Code: FNI, ICAO-Code: LFTW) liegt in der Gemeinde Saint-Gilles und in unmittelbarer Nähe zum Ort Garons im französischen Département Gard. Er wird sowohl zivil als auch militärisch genutzt. Träger des zivilen Teils des Flughafens ist die Industrie- und Handelskammer von Nîmes. Der Flughafen ist mit dem Auto über die A 54 Ausfahrt 2 erreichbar. Ein regelmäßiger Shuttle-Service verbindet den Flughafen mit dem Stadtzentrum von Nîmes. Taxis und Mietwagenunternehmen stehen ebenfalls bereit. Der Flughafen ist von 5 bis 21 Uhr geöffnet. Auf 4.260 m² können bis zu 700.000 Passagiere jährlich abgefertigt werden, die Frachtkapazität des Flughafens liegt bei 1.500 t.
Der militärische Bereich, ein Standort der Base de défense de Nîmes-Orange-Laudun wird seit 2011 durch die Landstreitkräfte und ein Teil der Flugbetriebsflächen seit 2017 durch den Zivilschutz als Base aérienne de la sécurité civile genutzt.

## Geschichte
Ein erster Flugplatz von Nîmes befand sich im Osten der Stadt, das heutige Aérodrome de Nimes-Courbessac. Nach der Besetzung Vichy-Frankreichs Ende 1942 durch die deutsche Wehrmacht wurde Nimes-Courbessac ein Flugplatz der deutschen Luftwaffe. Zur Luftverteidigung lagen hier zwischen November 1942 und Mitte Juni 1944 die 3. Staffel der mit Bf 109F/G und Fw 190A ausgerüsteten Jagdgruppe Süd.
Der gaullistische Abgeordnete Pierre Gamel hatte seit 1945 die Idee zum Bau eines neuen Flughafens. Mit dem Bau wurde 1958 begonnen. Zwischen 1961 und 2011 war der Flugplatz eine Marineflieger-Basis der französischen Marine. Die Aéronavale nutzte die Base aéronautique navale de Nîmes-Garons hauptsächlich als Stützpunkt von Patrouillenflugzeugen, seit 1965 solchen des Typs Breguet Atlantic.

## Militärische Nutzung
Nach Abzug der Marine übernahm das 503e Régiment du Train der Armee Mitte 2011 den militärischen Bereich auf der Westseite.
Seit 2017 befindet sich in Nîmes auf einem Teil dieses Areals die zuvor in Marignane beheimatete Base aérienne de la sécurité civile (BASC) des Zivilschutzes. Hier ist die Groupement des Avions Bombardiers d'Eau, die unter anderem die französische Löschflugzeug-Flotte des Typs Canadair CL-415 betreibt sowie ein Teil der Groupement d'Hélicoptères stationiert.

## Technik am Flughafen
Es ist ein ILS CAT I und HI/BI sowie PAPI vorhanden. Am Flughafen kann Jet A1 AVGAS getankt werden.